# 蒙泰塞加莱
蒙泰塞加莱（義大利語：Montesegale），是意大利帕维亚省的一个市镇。总面积14.83平方公里，人口325人，人口密度21.9人/平方公里（2009年）。国家统计（ISTAT）代码为018098。

## 友好城市
- 法國瓦尔贝勒 1999年